# Мармароський масив
47°55′16.02″ пн. ш. 24°27′1.5″ сх. д. / 47.9211167° пн. ш. 24.450417° сх. д.
Мармаро́ський маси́в (Мармароські гори, Мармаро́ш) (рум. Munții Maramureșului) — гірський масив у Східних Карпатах. Більша частина масиву лежить на території Румунії. У межах України (в Івано-Франківській та Закарпатській областях) розташовані його північні та північно-західні околиці, зокрема Чивчини і Рахівські гори (Гуцульські Альпи).

## Короткий опис
У 1990 році північно-західна частина Марамороського масиву площею 8990 га увійшла до складу Карпатського біосферного заповідника. Вона розміщена в межах висот 750—1940 м н. р. м.

## Загальні відомості
Мармароські гори займають територію між річками Білою Тисою та верхів'ями Чорного Черемоша (на півночі та північному сході), верхів'ями Бистриці та її приток (на сході та південному сході), Вішеу (на півдні та південному заході) і Тисою (на північному заході). Мармароси, які розташовані в межах Українських Карпатах,— це другий за висотою після Чорногори гірський хребет.
Найвища вершина — Фаркеу (1961 м), розташована на території Румунії.
Орографічною віссю Мармароського масиву є хребет, по якому проходить українсько-румунський кордон. На цьому хребті розташовані гори: Піп Іван (1936 м), Неніска Мала (1820 м), Стіг (1653 м), Чивчин (1769 м), Лостун (1654 м), Палениця (1750 м), Гнатася (1769 м). Від головного хребта відгалужуються численні бокові хребти. Ті, що простягаються у південно-західному напрямку до річок Вішеу та Рускова, є довгим і у своїй серединній частині розширюються в розлогі гірські вузли зі значними оригінальними рисами, наприклад, масив гір Фаркеу та Міхайлекула (1920 м), а також Петроса Будийовського (1854 м), Торояги (1939 м) і Гребеня (1590 м). Бокові хребти, які спадають від головного хребта до долини Чорного Черемоша, є короткими (до 7 км завдовжки) і, за винятком прикордонних вершин Стога й Лостуна, не особливо вирізняються в рельєфі.
Згідно з деякими джерелами, до Мармароських гір належать також хребет Чорний Діл (1493 м) на східному боці долини Білого Черемоша, масив Цімбослави (1616 м), а також розташовані на розгалуженні Кирлібаби й річки Бистриці гори Цібо (г. Капул, 1616 м).

## Рельєф та геологічна будова
Рельєфу Мармароського масиву властива значна амплітуда відносних висот, що перевищують 1000 м, глибокі міжгірні долини, гострі гребені та вершини, а також круті схили. Масив складається з кристалічних сланців, вапняків, доломітів, конгломератів та пісковиків. Є сліди кайнозойського зледеніння (льодовикові цирки і морени), наприклад під Піп Іваном, Фаркеу та Михайлекулом, Ненєскою, Петросом Будийовським, Тороягою.
Сучасний рельєф Мармароських гір вражає слідами минулих зледенінь: останці скель, льодовикові кари, сліди руху потужного льодовика, стрімкі урвища та ребристі оголення. З півночі розташовані шпилясті гори, а південні схили, навпаки, вирізняються м'якими лініями.
Більша частина Мармароського геоморфологічного регіону, кристалічного масиву, знаходиться в Румунії. Мармароський кристалічний масив розділений. На територію України зазначений кристалічний масив двома північно-західними виступами, флішовими покривами Рахівським і Поркулецьким. Рахівські гори або, як заведено їх називати Гуцульські Альпи знаходяться в прикордонній зоні розміщені Румунії та України. До Мармароського кристалічного масиву входить гірський масив, знаний як Мармароські гори (Мармароси).

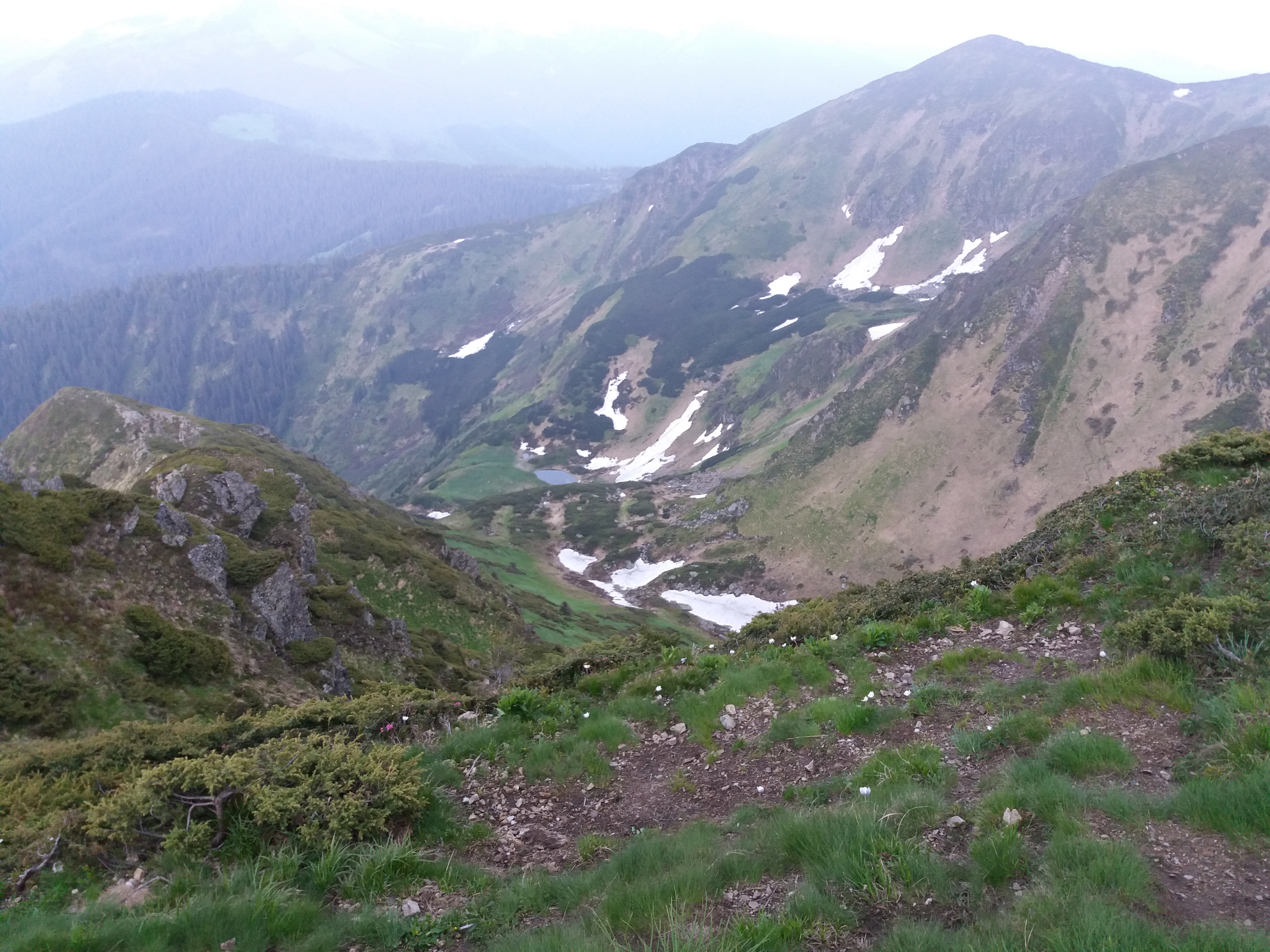
Мармароси

Особливості геологічної будови рельєфу української частини Мармароського кристалічного масиву є те що на півдні та південному сході його межа проходить з Румунією уздовж підошви головного вододільного хребта регіону з вершинами Менчул — Прелука — Полонинка — Щербан — Піп Іван Мармароський, розміщеними між басейнами приток річок Вішеу та Тиси. Локальні морфоструктури — Берлебашки–Попа-Івана і Бутина–Мандеша, охоплюють морфологічний та генетичний ознаки рельєфу. Виділяють підрайон орографічного вузла з хребтом Піп Іван, який складений зі східного фрагмента східніше гори Полонинка з вершиною 1625 м. Відгалуження цього вузла розміщене на території України та охоплює г. Берлебашка (1734) та г. Петрос Мармароський (1781).
Рельєф альпійського типу — це висоти, які коливаються в межах 600—1100 м, глибокі долини з дуже крутими й урвищними схилами, гострі й скелясті гребені та вершини

## Флора та фауна
Нижня частина північних схилів масиву вкрита хвойними, західна і південна — переважно широколистяно-хвойними лісами. Вище від межі лісу, яку утворює ялина, значні площі займають криволісся та субальпійські луки (полонини). Для Мармароського масиву характерна різноманітність флори: тут зростають роман карпатський, тонконіг середній, білотка альпійська (едельвейс), дзвоники карпатські, первоцвіт дрібний, тирлич жовтий та інші. Для захисту рідкісних видів рослинного і тваринного світу, багато з яких занесено до Червоної книги України, у північно-західній частині Мармароського масиву організовано Мармароський заповідний масив (частина Карпатського біосферного заповідника).

## Про назву масиву

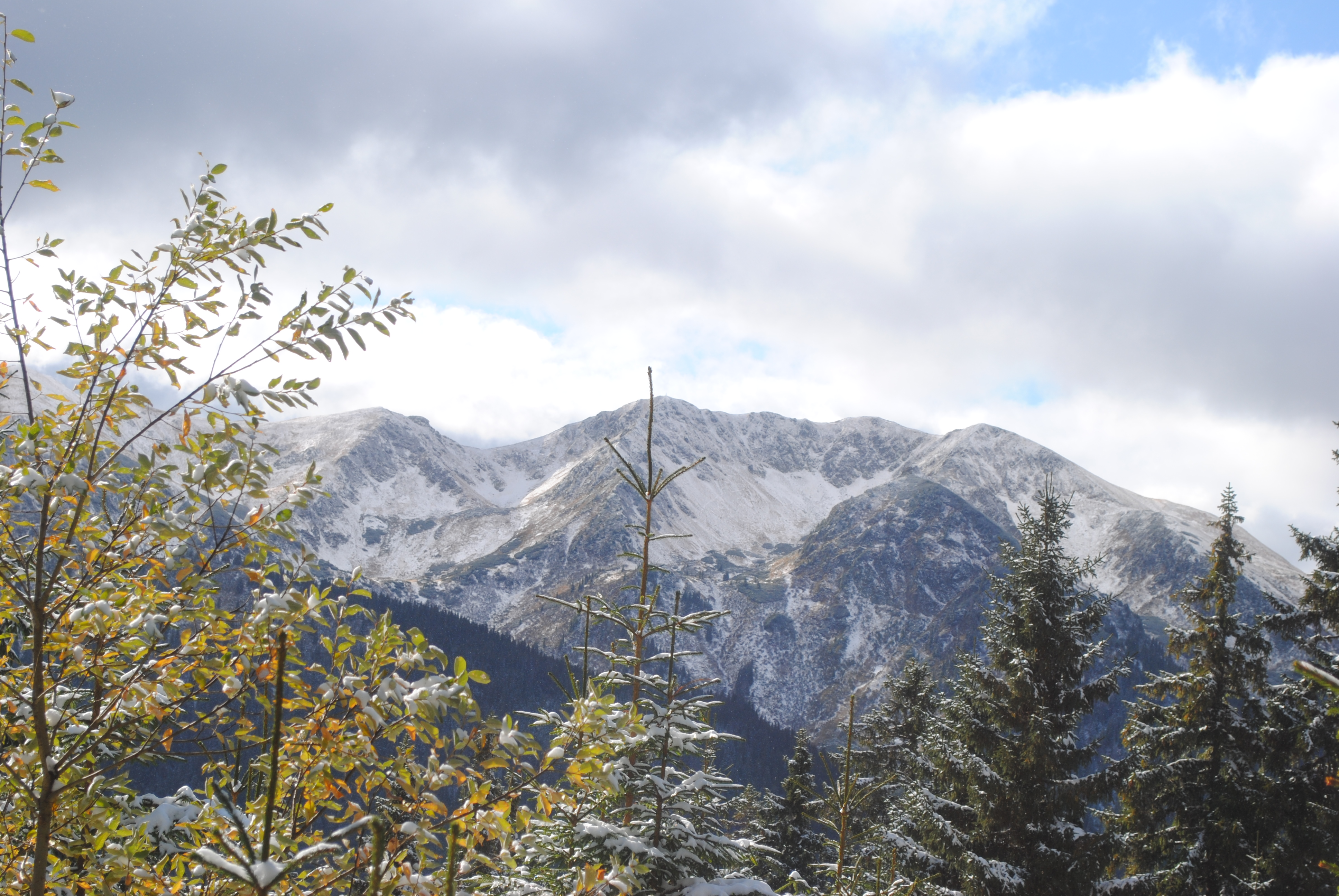
Мармароський масив

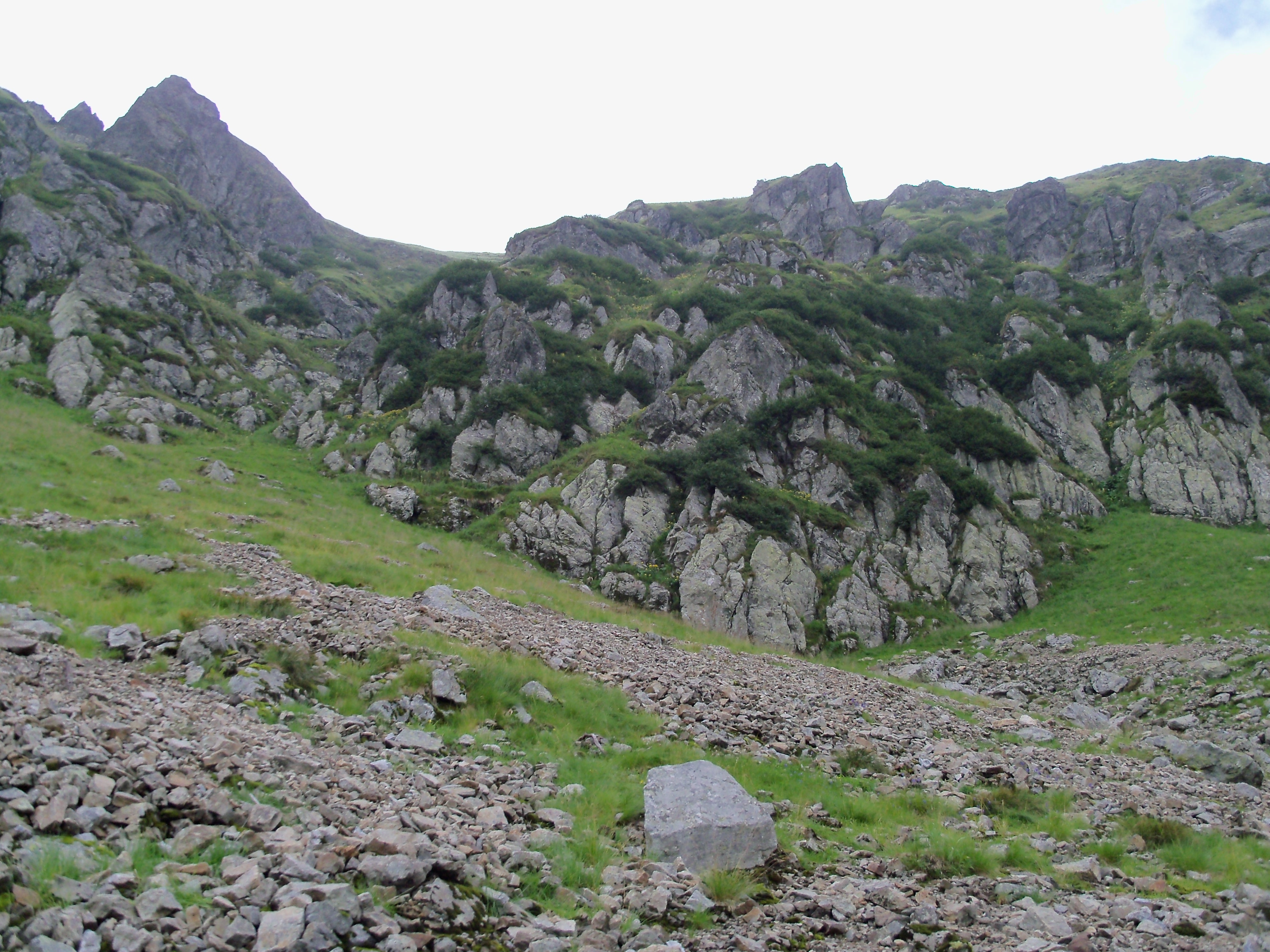
Скелі Мармароського масиву

Назва «Мармароські гори (масив)» у цьому широкому розумінні застосовується польськими і румунськими географами. В українській географічній літературі вона окреслюється як масив Попа Івана Мармароського та Фаркеу, який розміщений у межиріччі Рускова, Тиси та Білої Тиси. Цю частину масиву деякі угорські та чехословацькі географи називали «Рахівськими горами». Румунські географи іноді вважають частиною Мармароського масиву Чорногори, тож найвищою вершиною Мармароського масиву визначають Говерлу.

### Мармарош чи Мармароси?
Історично Мармарош розташована в Україні та Румунії і сформувалася на основі колишньої адміністративно-територіальної одиниці (Maramaros) угорської частини Дунайської монархії. Цей масив займав усю східну частину Закарпатської області: на схід від масиву гори Стій (1681 метрів над рівнем моря), Полонини Боржава і далі між Вододільним (Ґорґани та Чорногора) та Вулканічним хребтами включно з містами Хуст і Міжгір'я.
Інші джерела Мармарошем називають українську частину гірського краю у басейні витоків річок Чорної та Білої Тиси, частини Рахівського району Закарпатської області та Вишава, Іза в Румунії.
Термін Мармарош у сучасній Україні втрачений. Назва Мармароський масив чи Мармароські або Гуцульські Альпи (Рахівські гори як їхня частина) належить до природно-ландшафтного регіону на кордоні з Румунією. Регіон охоплює масиви Гуцульських Альп і Чивчинів, однак більша його частина розташована в Румунії. Геологи виділяють Мармароський кристалічний масив — тектонічна зона з участю метаморфічних і кристалічних геологічних відкладів. Вирізняють цей масив тверді гірські породи, які роблять вузькими річкові долини та стрімкими — силуети цих гір.